# Trofeo Cassiopea
Il Trofeo Cassiopea è un premio dedicato alla narrativa di fantascienza in lingua italiana, nato nel 2012 da un'idea di Flora Staglianò e Fabiana Redivo.
Il trofeo prende il nome dalla costellazione di Cassiopea, risaltata nel cielo stellato notturno per la sua caratteristica forma a W agli occhi delle ideatrici, in cerca di ispirazione.
Viene bandito dall'Associazione Culturale Deep Space One, che bandisce anche il Trofeo Cittadella.
Le premiazioni si svolgono ogni anno a Fiuggi durante la DeepCon.
Nel corso delle varie edizioni ha avuto molti nomi prestigiosi tra presidenti e giurati come Giuseppe Festino, Giuseppe Lippi, Emanuele Manco, Flora Staglianò, Gianfranco de Turris e Lanfranco Fabriani.

## Edizioni
| Edizione | Posizione in classifica | Autori                                | Titolo                            | Casa editrice            | Giuria | Manifestazione associata |
| -------- | ----------------------- | ------------------------------------- | --------------------------------- | ------------------------ | --- | ------------------------ |
| 2013     | primo                   | Dario Tonani                          | Mondo9                            | Delos Books              | - Giuseppe Lippi, presidente - Fabiana Redivo - Lanfranco Fabriani - Fabio Novel - Giovanni De Matteo                                              | DeepCon                  |
| 2013     | secondo                 | Lukha B. Kremo                        | Trans-Human Express               | Kipple Officina Libraria | - Giuseppe Lippi, presidente - Fabiana Redivo - Lanfranco Fabriani - Fabio Novel - Giovanni De Matteo                                              | DeepCon                  |
| 2013     | terzo                   | Sandro "Zoon" Battisti                | Olonomico                         | Ciesse Edizioni          | - Giuseppe Lippi, presidente - Fabiana Redivo - Lanfranco Fabriani - Fabio Novel - Giovanni De Matteo                                              | DeepCon                  |
| 2014     | primo                   | Francesco Verso                       | Livido                            | Delos Books              | - Giuseppe Lippi, presidente | DeepCon                  |
| 2015     | primo                   | Giovanni de Matteo                    | Corpi spenti                      | Mondadori                | - Giuseppe Festino, presidente - Gabriella Gregori - Francesco Verso - Andrea Vaccaro - Salvatore Proietti                                         | DeepCon                  |
| 2015     | secondo                 | Davide Del Popolo Riolo               | De bello alieno                   | Delos Books              | - Giuseppe Festino, presidente - Gabriella Gregori - Francesco Verso - Andrea Vaccaro - Salvatore Proietti                                         | DeepCon                  |
| 2015     | terzo                   | Antonio Lanzetta                      | Revolution                        | La Corte Editore         | - Giuseppe Festino, presidente - Gabriella Gregori - Francesco Verso - Andrea Vaccaro - Salvatore Proietti                                         | DeepCon                  |
| 2016     | primo                   | Davide Del Popolo Riolo               | Erasmo                            | Delos Digital            | - Sebastiana Villa, presidente - Francesco Verso - Franco Brambilla - Gabriella Gregori - Fabiana Redivo                                           | DeepCon                  |
| 2017     | primo                   | Lukha B. Kremo                        | Pulphagus®: fango dei cieli       | Mondadori                | - Francesco Verso, presidente - Sebastiana Villa - Franco Brambilla - Gabriella Gregori - Fabiana Redivo                                           | DeepCon                  |
| 2018     | primo                   | Massimiliano Tosti                    | L'angelo caduto da Marte          | Robin Edizioni           | - Emanuele Manco, presidente - Lanfranco Fabriani - Fabio Novel - Gabriella Gregori - Fabiana Redivo                                               | DeepCon                  |
| 2019     | primo                   | Daniela Ruggero                       | Nectunia                          | Dark Zone                | - Flora Staglianò, presidente - Gabriella Gregori - Angelo Berti - Gabriele Zanvercelli - Fabiana Redivo                                           | DeepCon                  |
| 2019     | secondo ex aequo        | Marko D'Abbruzzi                      | 2045 Lettere da un passato futuro | Immagina Di Essere Altro | - Flora Staglianò, presidente - Gabriella Gregori - Angelo Berti - Gabriele Zanvercelli - Fabiana Redivo                                           | DeepCon                  |
| 2019     | secondo ex aequo        | Max Gobbo                             | L'occhio di Krishna               | Bietti                   | - Flora Staglianò, presidente - Gabriella Gregori - Angelo Berti - Gabriele Zanvercelli - Fabiana Redivo                                           | DeepCon                  |
| 2020     | primo ex aequo          | Marcello Antelao                      | Sagome visionarie                 | Argento Vivo Edizioni    | - Gianfranco de Turris, presidente - Flora Staglianò - Omar Serafini - Gabriella Gregori - Elena Mandolini - Gabriele Zanvercelli - Fabiana Redivo | DeepCon                  |
| 2020     | primo ex aequo          | Marco Fedele                          | Nel mare delle ombre              | Argento Vivo Edizioni    | - Gianfranco de Turris, presidente - Flora Staglianò - Omar Serafini - Gabriella Gregori - Elena Mandolini - Gabriele Zanvercelli - Fabiana Redivo | DeepCon                  |
| 2020     | secondo                 | - Daniele Salvato - Andrea Formichini | Reboot 8092                       | PI                       | - Gianfranco de Turris, presidente - Flora Staglianò - Omar Serafini - Gabriella Gregori - Elena Mandolini - Gabriele Zanvercelli - Fabiana Redivo | DeepCon                  |
| 2020     | terzo                   | Elvio Ravasio                         | Medioevo                          | Gribaudi                 | - Gianfranco de Turris, presidente - Flora Staglianò - Omar Serafini - Gabriella Gregori - Elena Mandolini - Gabriele Zanvercelli - Fabiana Redivo | DeepCon                  |
| 2021     | primo                   | Lanfranco Fabriani                    | Il lastrico del tempo             | Delos Books              | - Emanuele Manco, presidente - Elisabetta Di Minico - Marco Casolino - Gabriella Gregori - Fabiana Redivo                                          | DeepCon                  |
| 2022     |                         |                                       |                                   |                          | |                          |
| 2023     | primo ex aequo          | Max Gobbo                             | Operazione Vostok                 | Il Ciliegio              | - Lanfranco Fabriani, presidente - Gabriella Gregori - Marco Taddia - Fabiana Redivo                                                               | DeepCon                  |
| 2023     | primo ex aequo          | Claude Francis Dozière                | Il Noburian                       | Delos Digital            | - Lanfranco Fabriani, presidente - Gabriella Gregori - Marco Taddia - Fabiana Redivo                                                               | DeepCon                  |
| 2024     | primo                   | Marco Palone                          | Progetto Ganimede                 | Elison Publishing        | - Carmine Treanni, presidente - Fabio Alosio - Gabriella Gregori - Fabio Novel - Fabiana Redivo                                                    | DeepCon                  |